# دونالد فوس
دونالد فوس (انگلیسی: Donald Foss؛ زادهٔ ۱۹۴۴) کارآفرین اهل ایالات متحده آمریکا است، که در سال ۱۹۷۲ شرکت کردیت اکسپتنس را تأسیس کرد.